# Panská Habrová
Panská Habrová (německy Herrenbuchen) je vesnice, část okresního města Rychnov nad Kněžnou. Nachází se asi 3 km na severovýchod od Rychnova nad Kněžnou. V roce 2009 zde bylo evidováno 67 adres. V roce 2001 zde trvale žilo 134 obyvatel.
Panská Habrová je také název katastrálního území o rozloze 2,68 km2.

## Pamětihodnosti
- socha Bolestné Panny Marie z roku 1803
- kříž z roku 1804

## Galerie

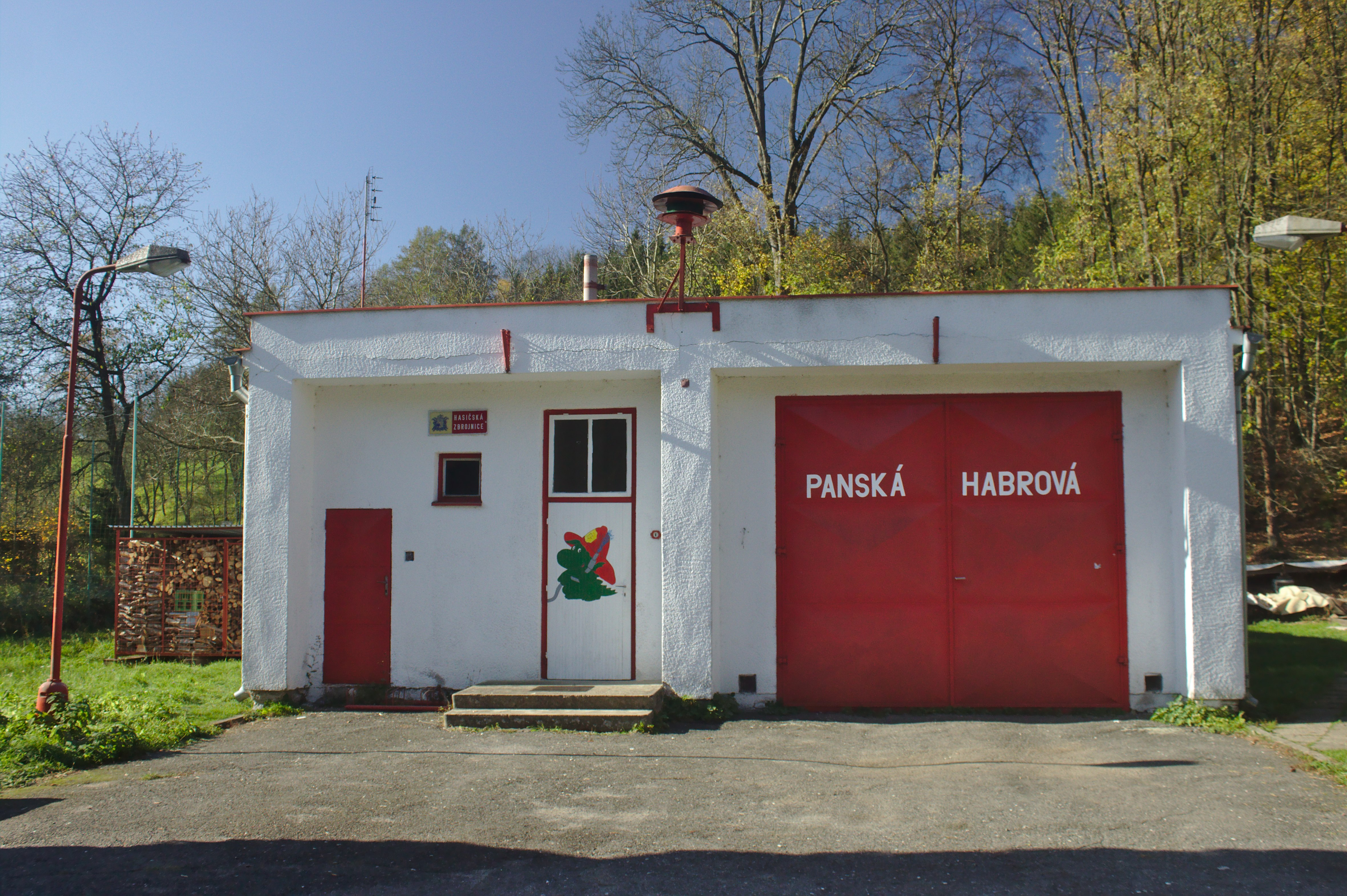
hasičská zbrojnice
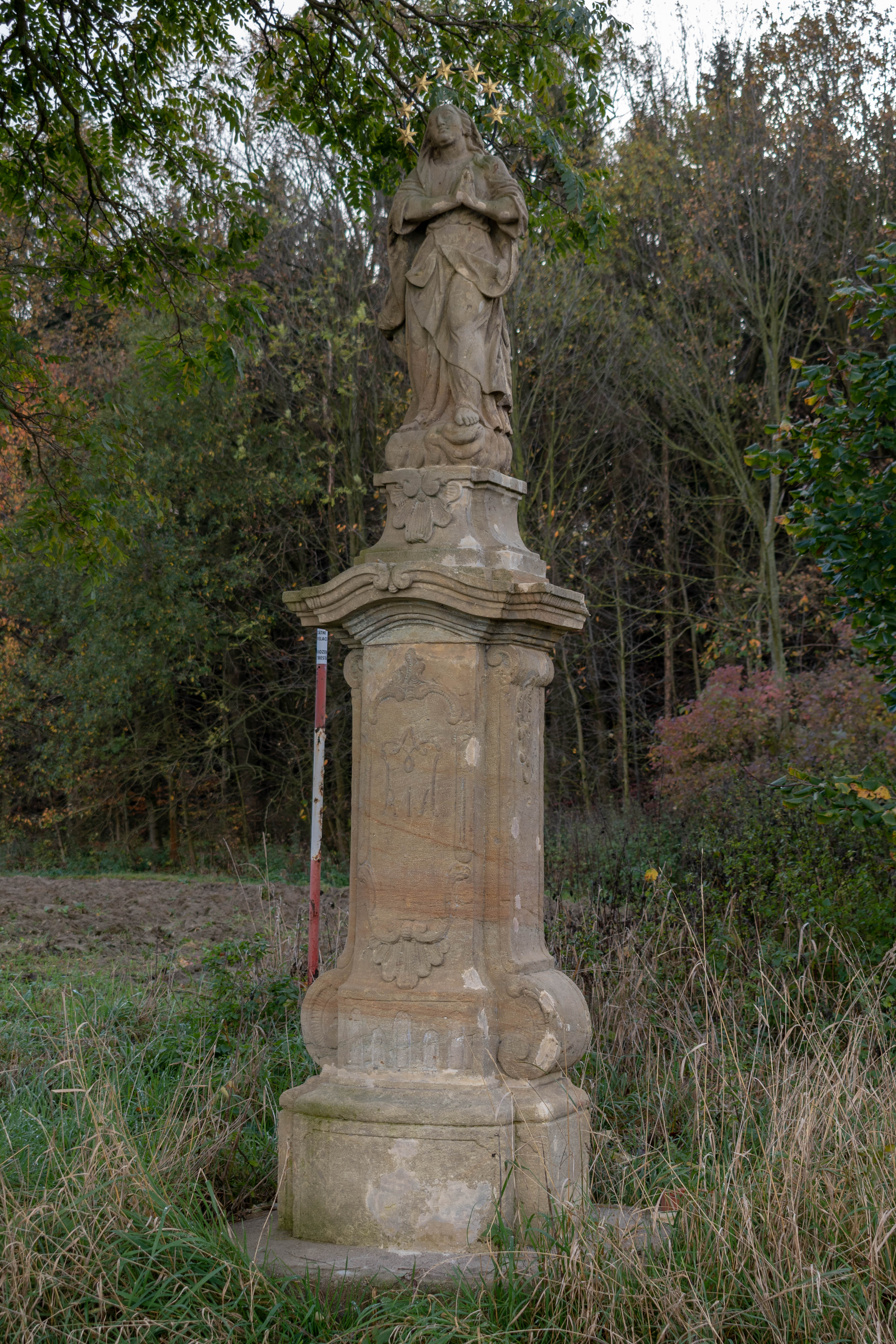
socha Bolestné Panny Marie
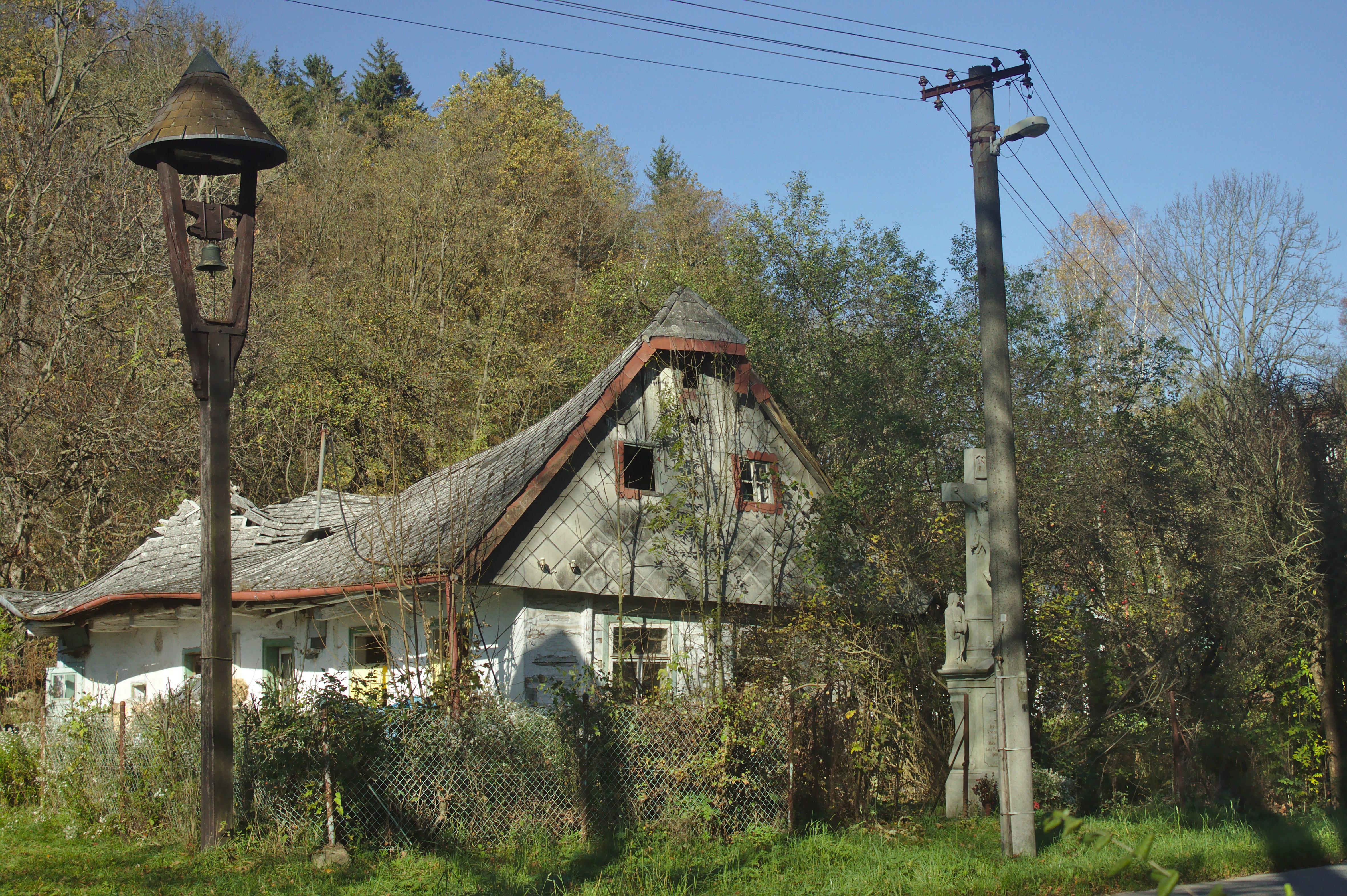
chalupa a zvonice
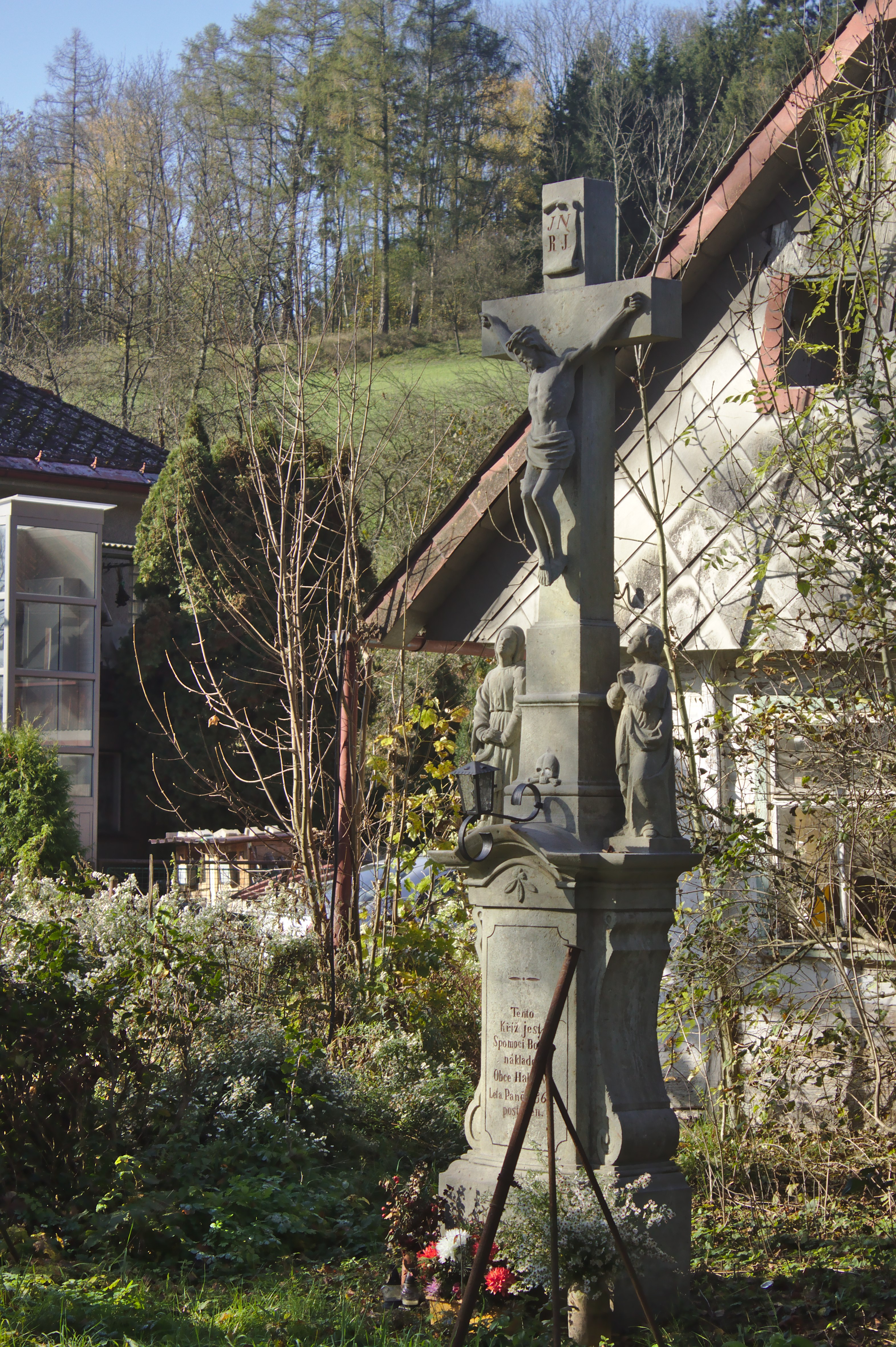
kříž